# Ormiston Boyea
Ormiston Boyea ist ein Politiker aus St. Vincent und die Grenadinen.
Er vertrat vom 9. Juli 1998 bis zum 11. Januar 2001 den Wahlkreis Central Kingstown im House of Assembly. Er ist Mitglied der Unity Labour Party.